# Arkyidae
Arkyidae zijn een familie van spinnen. De familie telt 2 beschreven geslachten.

## Geslachten
- Arkys Walckenaer, 1837
- Demadiana Strand, 1929